# Championnats d'Europe de gymnastique aérobic 2011
Navigation
2009 2013
Les 7es Championnats d'Europe de gymnastique aérobic se sont déroulés à Bucarest, en Roumanie, du 9 au 13 novembre 2011.

## Podiums
| Épreuves                    | Or | Argent | Bronze |
| --------------------------- | --- | --- | --- |
| Individuel                  | | | |
| Hommes résultats détaillés  | Ivan Parejo (ESP)                                                                                          | Emanuele Pagliuca (ITA)                                                                                     | Alexander Kondratichev (RUS)                                                                                 |
| Femmes résultats détaillés  | Oana Corina Constantin (ROU)                                                                               | Sara Moreno (ESP)                                                                                           | Maria Luisa Pavel (ROU)                                                                                      |
| Groupes                     | | | |
| Couples résultats détaillés | France Aurélie Joly Julien Chaninet                                                                        | Espagne Sara Moreno Vicente Lli                                                                             | Russie Evgeniya Kudymova Maxim Grinin                                                                        |
| Trio résultats détaillés    | Roumanie Tudorel Valentin Mavrodineanu Mircea Zamfir Petru Porime Tolan                                    | Russie Kirill Lobazyuk Alexander Kondratichev Igor Trushkov                                                 | France Benjamin Garavel Nicolas Garavel Maxime Decker-Breitel                                                |
| Groupes résultats détaillés | Russie Alexander Kondratichev Garsevan Dzhanazyan Danil Chayun Igor Trushkov Kiril Lobaznyuk Valerii Gusev | Roumanie Maria Luisa Pavel Laura Cristache, Delia Lacataru Anca Surdu Andreea Bogati Oana Corina Constantin | Russie Polina Amosenok Irina Klopova Veronika Korneva Evgeniya Kudymova Anzhella Korotkova Oxana Trukhacheva |

### Tableau de médailles par nations
| Rang | Nation | Or | Argent | Bronze | Total |
| ---- | ------ | -- | ------ | ------ | ----- |
| 1    | ROU    | 2  | 1      | 1      | 4     |
| 2    | ESP    | 1  | 2      | 0      | 3     |
| 3    | RUS    | 1  | 1      | 3      | 5     |
| 4    | FRA    | 1  | 0      | 1      | 2     |
| 5    | ITA    | 0  | 1      | 0      | 1     |